# Dainak

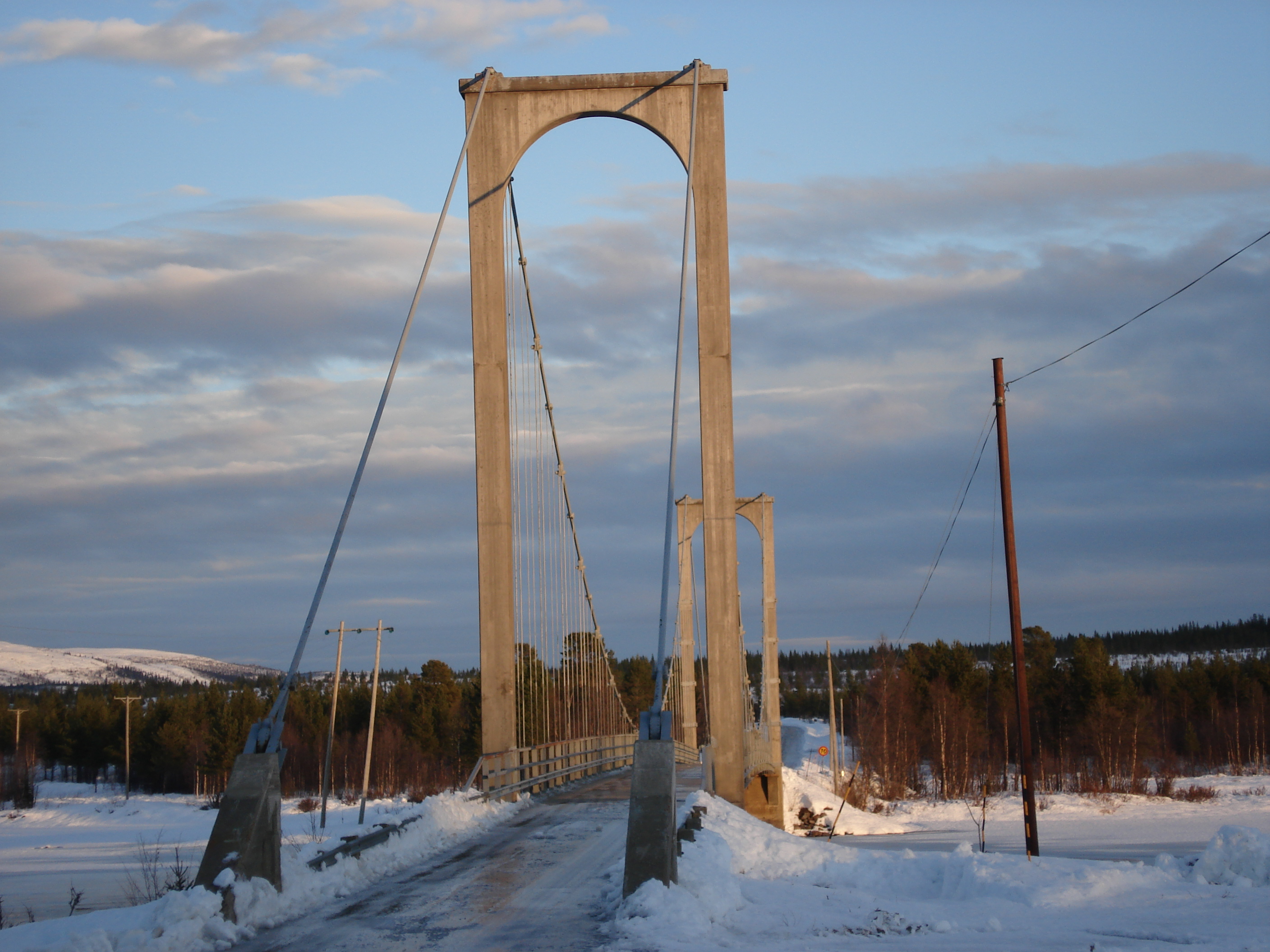
Hängbro över Dainaksundet.

Dainak eller Dainaksundet är ett sund mellan sjöarna Aisjaur och Fluka i Arjeplogs kommun. Bron över sundet är Arjeplogs äldsta bro.